# Hoogovenstoernooi 1975
Het Hoogovenstoernooi 1975 was een schaaktoernooi dat plaatsvond in het Nederlandse Wijk aan Zee. Het werd gewonnen door Lajos Portisch.

## Eindstand
| Nr.    | Speler            | Punten |
| ------ | ----------------- | ------ |
| Goud   | Lajos Portisch    | 10½    |
| Zilver | Vlastimil Hort    | 10     |
| Brons  | Jan Smejkal       | 9½     |
| 4      | Lubomir Kavalek   | 9      |
| 5      | Robert Hübner     | 8½     |
| 5      | Gennadi Sosonko   | 8½     |
| 5      | Svetozar Gligorić | 8½     |
| 8      | Walter Browne     | 8      |
| 8      | Jefim Geller      | 8      |
| 8      | Jan Timman        | 8      |
| 11     | Semjon Furman     | 7      |
| 12     | Kick Langeweg     | 6½     |
| 13     | Hans Ree          | 5½     |
| 14     | Johannes Donner   | 5      |
| 15     | Frans Kuijpers    | 4      |
| 16     | Luben Popov       | 3½     |